# India Today
India Today es una revista semanal de noticias india en inglés publicada por Living Media India Limited. Es la revista de mayor circulación en la India, con una audiencia cercana a los 8 millones. En 2014, India Today lanzó un nuevo sitio en línea orientado a la opinión llamado DailyO.

## Historia
India Today fue establecida en 1975 por Vidya Vilas Purie (propietario de Thompson Press), con su hija Madhu Trehan como editora y su hijo Aroon Purie como editor. En la actualidad, India Today también se publica en hindi, tamil, malayalam y télugu. El canal de noticias India Today se lanzó el 22 de mayo de 2015.
En octubre de 2017, Aroon Purie pasó el control del India Today Group a su hija, Kallie Purie.